# Sōami
« Souami » redirige ici.  Pour le présentateur météo français, voir Jean-Marc Souami.
Sōami (相阿弥, Sōami, Inconnu - 12 novembre 1525) ou Shinsō Sōami, de son vrai nom Shinsō Nakao, est un peintre, poète et architecte de jardins au service des shoguns Ashikaga. Il est l'auteur présumé des jardins secs du Ginkaku-ji, du Ryōan-ji et du Daisen-in (sous-temple du Daitoku-ji), tous situés à Kyōto.
Sōami est le petit-fils de Shinno Nōami (1397-1471) et le fils de Shingei Geiami (1431-1485), tous deux peintres et amateurs d'art et successivement conservateurs des objets d'art chinois (karamono bugyo) des shoguns Ashikaga.
Il est un des premiers peintres dans le style de l'« école du Sud » chinoise (nanga au Japon). Ses plus grands tableaux couvrent plus de 20 panneaux, et représentent des paysages du Japon avec des éléments stylistiques chinois. Il évolue ensuite vers un style moins angulaire et plus cursif.
Avec Nōami et Geiami, Sōami est un des trois Ami (San'Ami) constituant l'école Ami de peinture à l'encre.
Sōami est un des principaux conseillers artistiques (doboshū) du shogun Yoshimasa Ashikaga qui ordonne la construction du Ginkaku-ji.
Son œuvre la plus connue est le « Paysage des quatre saisons » (v. 1486), peint à l'encre sur une longueur totale de 15 m, parfois considéré comme la plus belle peinture sur encre de l'histoire du Japon et conservé au Metropolitan Museum of Art de New York.

## Sources
- Article Shinso Soami, Art Encyclopedia, Oxford University Press, http://www.answers.com/topic/shinso-soami-1